# Colonização russa da América

Bandeira da Companhia Russo-Americana e da Colônia da América Russa

A colonização russa da América abrange o período de 1732 a 1867, quando o Império Russo reivindicou territórios do norte da Costa do Pacífico na América do Norte. As possessões coloniais russas no continente americano são coletivamente conhecidas como a América Russa.

## Histórico
A expansão russa para o leste começou em 1552. Em 1639, exploradores russos chegaram ao Oceano Pacífico. Em 1725, o imperador Pedro, o Grande ordenou ao navegador Vitus Bering que explorasse o Pacífico Norte para uma potencial colonização. Os russos estavam principalmente interessados na abundância de mamíferos portadores de peles na costa do Alasca, já que os estoques tinham sido esgotados pela caça excessiva na Sibéria. A primeira viagem de Bering foi frustrada pela névoa e por grossas camadas de gelo, mas em 1741 uma segunda viagem de Bering e Aleksei Chirikov vislumbrou o continente americano.

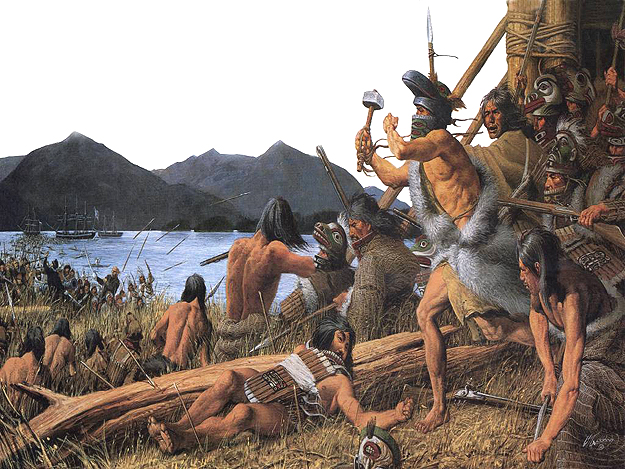
A Batalha de Sitka (1804) desempenhou um papel fundamental na história dos povos tlingit e na formação da América Russa.

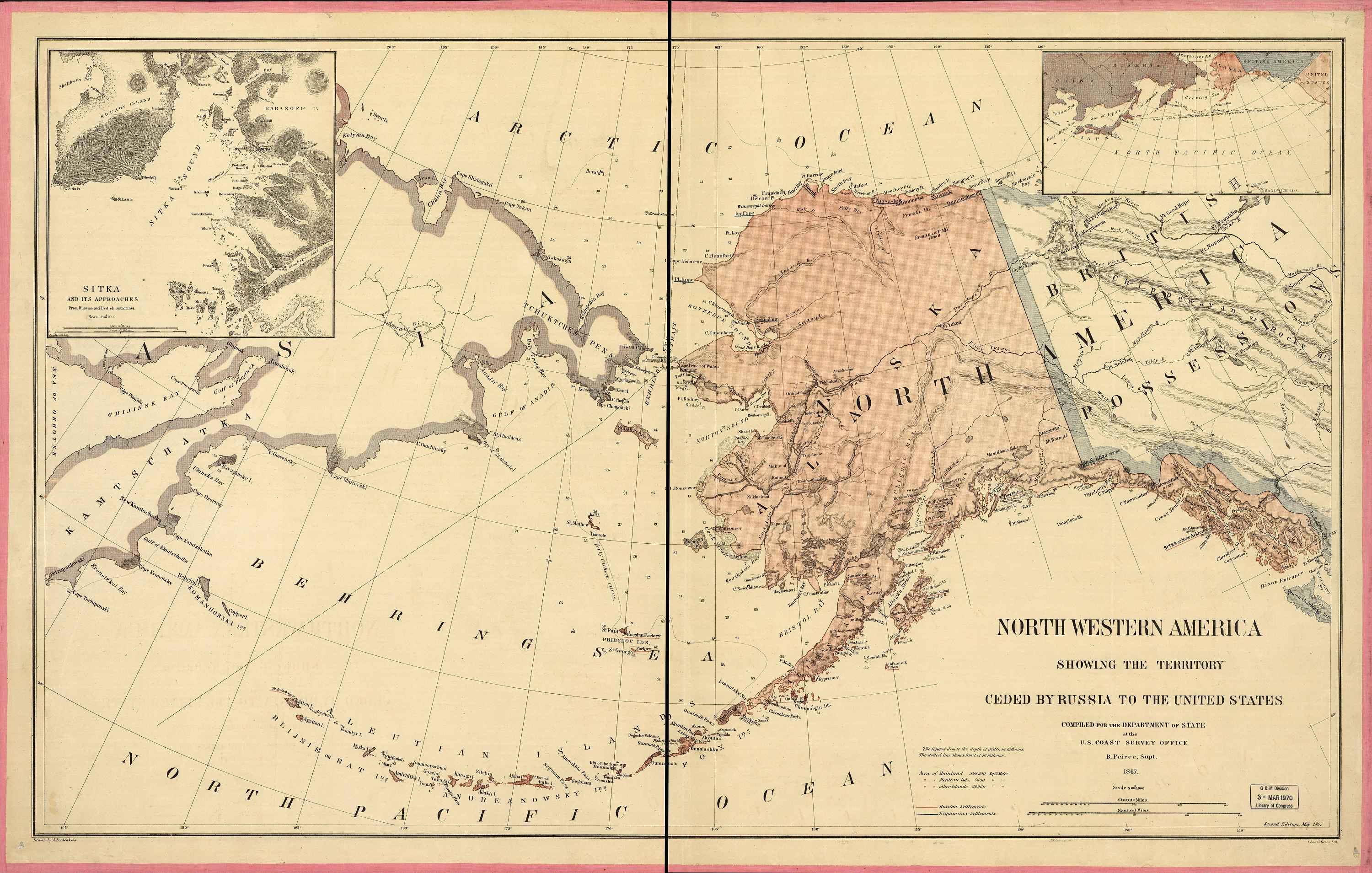
Mapa que descreve o território do Alasca em 1867, imediatamente depois da Compra do Alasca pelos Estados Unidos

Os promyshlenniki (caçadores e caçadores) russos desenvolveram rapidamente o comércio marítimo de peles, que provocou vários conflitos entre aleutas e russos na década de 1760. O comércio de peles provou ser uma empresa lucrativa, capturando a atenção de outras nações europeias. Em resposta a potenciais concorrentes, os russos estenderam suas reivindicações para o leste das Ilhas Comandante até as margens do Alasca. Em 1784, com o encorajamento da imperatriz Catarina, a Grande, o explorador Grigory Shelikhov fundou o primeiro assentamento permanente da Rússia no Alasca na Baía dos Três Santos. Dez anos depois, o primeiro grupo de missionários cristãos ortodoxos começou a chegar, evangelizando milhares de índios, muitos dos quais os descendentes continuam a manter a religião. No final da década de 1780, relações comerciais foram abertas com os tlingits e, em 1799, a Companhia Russo-Americana (CRA) foi formada para monopolizar o comércio de peles, servindo também como veículo imperialista para a russificação dos nativos do Alasca.
Irritados pela invasão em suas terras e outras queixas, as relações dos povos indígenas com os russos se deterioraram. Em 1802, os guerreiros tlingit destruíram vários assentamentos russos, principalmente o Redoubt São Miguel, deixando o assentamento de Nova Rússia como o único posto avançado restante no continente do Alasca. Isso não conseguiu expulsar os russos, que restabeleceram sua presença dois anos depois, após a Batalha de Sitka. (A negociação de paz entre os russos e os índios estabeleceria mais tarde um modus vivendi, uma situação que, com poucas interrupções, permaneceu durante a presença russa no Alasca.) Em 1808, o Redoubt São Miguel foi reconstruído como Novo Arcanjo e tornou-se a capital da América Russa depois da sede colonial anterior ser transferida de Kodiak. Um ano depois, a CRA começou a expandir suas operações para terras com maior presença da lontra-marinha no norte da Califórnia, onde Fort Ross foi construído em 1812.
Em meados do século XIX, os lucros das colônias americanas da Rússia estavam em declínio acentuado. A competição com a britânica Companhia da Baía de Hudson trouxe a lontra-marinha a quase extinção, enquanto a população de ursos, lobos e raposas também estava perto do esgotamento. Diante da realidade de revoltas indígenas periódicas, das ramificações políticas da Guerra da Crimeia e incapaz de colonizar completamente a América de maneira satisfatória, os russos concluíram que suas colônias americanas eram muito caras. Com vontade de se libertar do fardo, os russos venderam o Fort Ross em 1842 e, em 1867, depois de menos de um mês de negociações, os Estados Unidos aceitaram a oferta do imperador Alexandre II para vender o Alasca. A compra do Alasca por 7,2 milhões de dólares encerrou a presença colonial da Rússia Imperial na América. Muitos povos indígenas protestaram contra a venda, argumentando que eles eram os legítimos donos da terra e que a Rússia não tinha o direito de vender o Alasca.